# Finney County
Finney County is een county in de Amerikaanse staat Kansas.
De county heeft een landoppervlakte van 3.372 km² en telt 40.523 inwoners (volkstelling 2000). De hoofdplaats is Garden City.

## Bevolkingsontwikkeling

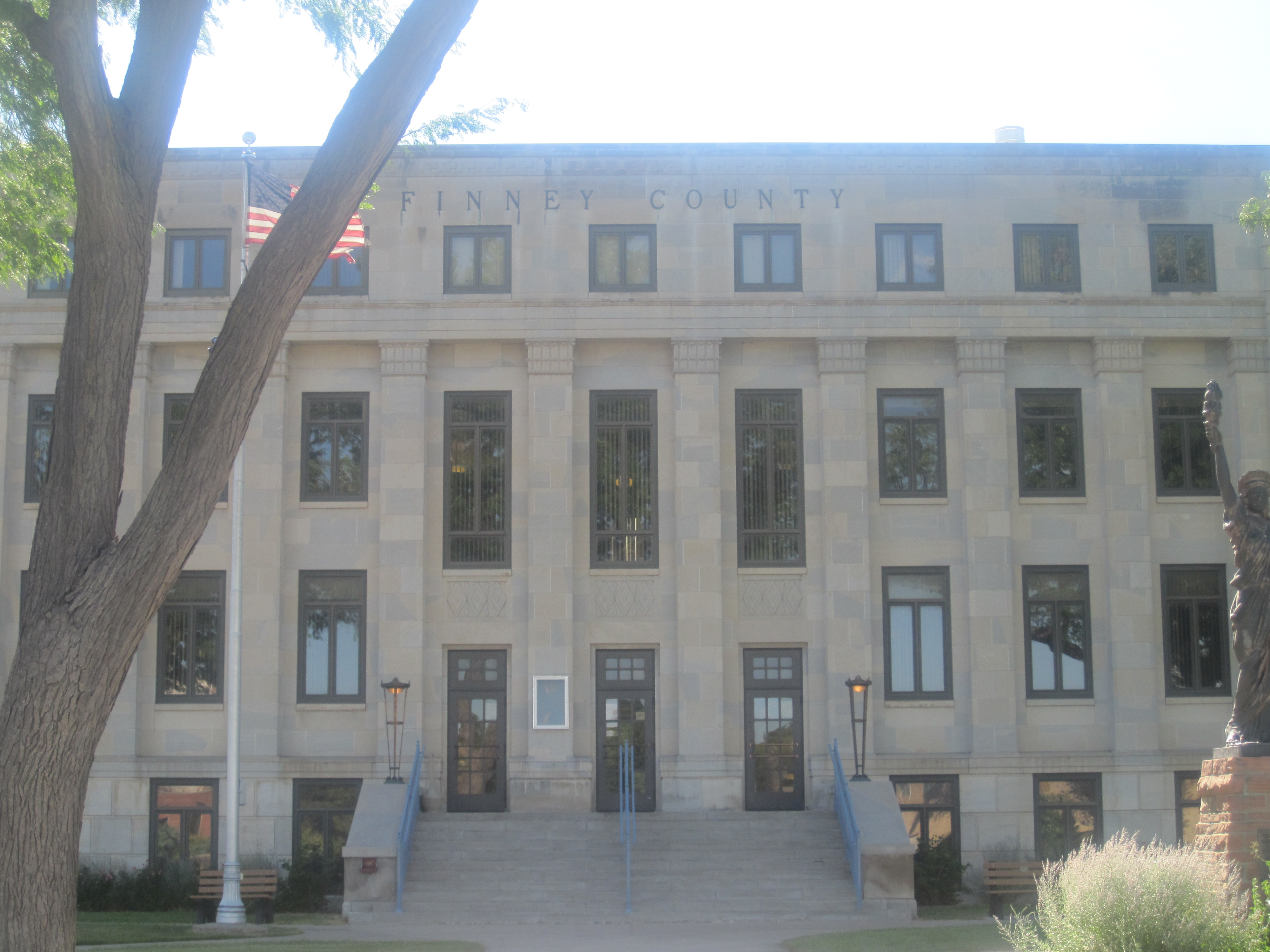
Finney County Courthouse